# پرچم بوسنی و هرزگوین
پرچم بوسنی و هرزگوین برای اولین بار در ۴ فوریه ۱۹۹۸ به رسمیت شناخته شد. به‌عنوان پرچم ملی شناخته می‌شود و همچنین دارای تناسب ۱:۲ می‌باشد؛ که از دو رنگ زرد و آبی با ستاره‌های سفید تشکیل شده است.

## تاریخچه
پرچم بوسنی و هرزگوین طی چند قرن و از ۱۷۶۰ تغییرات زیادی را به خود دیده است؛ ادوار مختلف این تغییرات با دگرگونی‌های سیاسی هویت بوسنی همراه بوده است. فهرست مختصری از این تغییرات عبارت‌اند از تشکیل هرزگوین غربی در ۱۷۶۰؛ شورش بوسنیایی از پرچم ۱۸۳۰؛ ولایات بوسنیایی ۱۸۶۷–۱۹۰۸ و استقلال مختصر ۱۸۷۸؛ دوران اجرای قانون اتریش-مجارستان؛ یوگسلاوی فدرال دموکراتیک (۱۹۴۲)؛ دوره یوگسلاوی (۱۹۴۶–۱۹۹۲)؛ جمهوری مستقل بوسنی و هرزگوین (۱۹۹۲–۱۹۹۸) و سرانجام بوسنی و هرزگوین پس از توافقنامه دیتون.

## نگارخانه

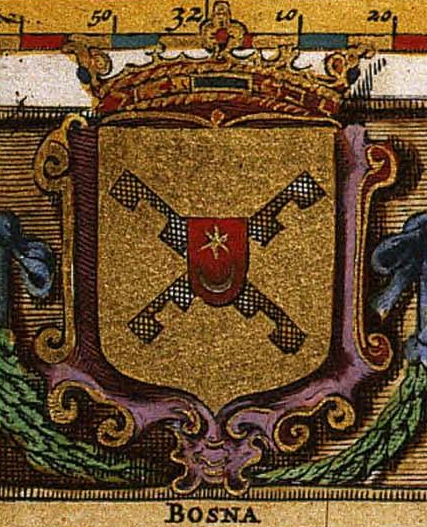